# Амелин, Станислав Александрович
Станисла́в Алекса́ндрович Аме́лин (1975—1996) — сержант отряда милиции особого назначения УВД Кемеровской области. Герой Российской Федерации (1997).

## Биография
Станислав Амелин родился 24 октября 1975 года в городе Кемерово в русской семье. В 1992 году Амелин окончил среднюю школу и поступил в Кемеровский горный техникум (ныне Кемеровский горнотехнический техникум имени Кожевина В. Г.). До призыва в армию работал учеником электрослесаря шахты «Северная». Будучи призванным в ряды Российских Вооружённых Сил, проходил службу в 242-м учебном центре ВДВ (г. Омск), затем в псковской воздушно-десантной дивизии. На протяжении четырёх месяцев принимал участие в боевых действиях на территории Чеченской Республики. В январе 1996 года Амелин поступил на службу в ОМОН при УВД Кемеровской области. Через несколько месяцев после его зачисления в отряд, Амелин в составе сводного отряда милиции особого назначения Кузбасса, прибыл в Урус-Мартановский район Чеченской Республики.
9 июля 1996 года у села Гехи-Чу группа милиционеров — бойцов ОМОНа попала в засаду. Бронетранспортёр группы подорвался на мине и попал под огонь противника, использовавшего гранатомёты и стрелковое оружие. В тяжёлом бою несколько человек из отряда Амелина получили ранения. Сам Амелин под шквальным огнём врага помог эвакуировать раненых из бронетранспортёра и меткой стрельбой сумел подавить огневую точку противника. Получив ранение, сержант милиции продолжил сражаться, но был смертельно ранен в грудь пулей снайпера. Из последних сил Амелин продолжал прикрывать отход товарищей, но скончался на поле боя.
Похоронен в Кемерове.
Указом Президента Российской Федерации № 381 от 16 апреля 1997 года сержанту милиции Амелину Станиславу Александровичу было посмертно присвоено звание Героя Российской Федерации.
Ранее С. А. Амелин был награждён орденом Мужества.

### Память
Сержант милиции Амелин навечно зачислен в списки Кемеровского ОМОНа. На доме, где он жил, была установлена мемориальная доска. В память о Герое также проводятся соревнования по служебному многоборью на кубок его имени.
Средней школе № 34 города Кемерово в 2002 году присвоено имя Героя.